# Oryzias woworae
Oryzias woworae är en fiskart som beskrevs av Parenti och Renny Hadiaty 2010. Oryzias woworae ingår i släktet Oryzias och familjen Adrianichthyidae. Inga underarter finns listade i Catalogue of Life.